# 科勒姆岩
科勒姆岩（英語：Column Rock）是南極洲的岩石，位於葛拉漢地的特里尼蒂半島，處於古爾丹島以北2公里，由英國南極名稱諮詢委員會命名，現時由南極條約體系管理。